# عمال

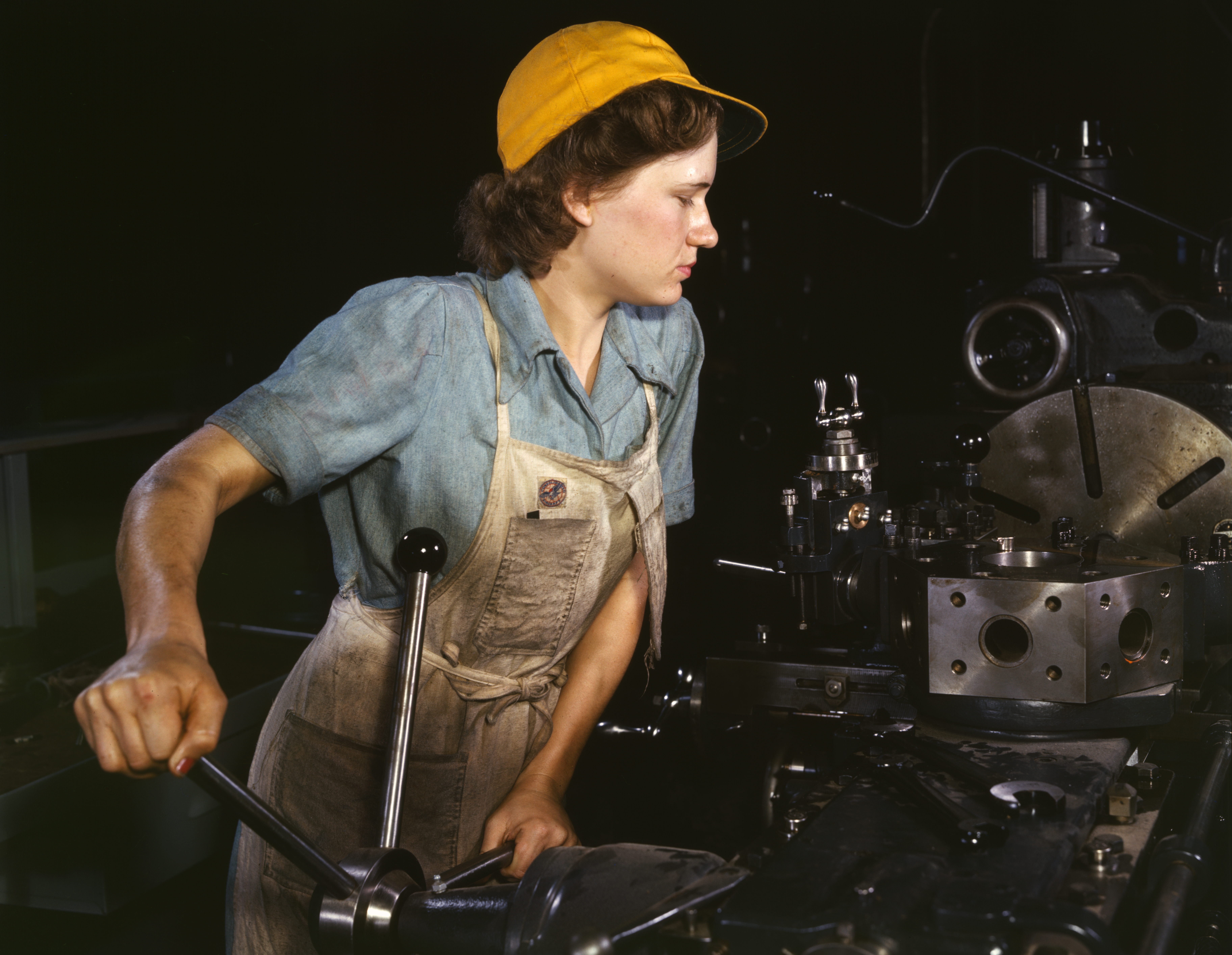

العمال (ومفردها عامل) طبقة اجتماعية-مهنية تختلف الآراء حول تحديد طبيعتها ودورها الاجتماعي والاقتصادي والسياسي فتعرف أحيانا على أنها طرف أساسي من أطراف علاقات الإنتاج لا يمكن فهمه إلا من خلال فهم طبيعة النظام الرأسمالي الذي أفرزها، وتعرف أحيانا أخرى على أنها مجرد عامل اجتماعي أو فئة اجتماعية تتميز بصفات ثقافية واقتصادية ومهنية مشتركة. وفي حين يركز الماركسيون على التعريف الأول، فإن المدارس الليبرالية والرأسمالية تركز على التعريف الثاني محاولة تحجيم الدور السياسي للعمال، غير معترفة بأي دول سياسي أو «تاريخي» لهم. ومن الممكن القول أن مفهوم الطبقة العاملة كان في الأساس مفهوما مركزيا في النظرية والممارسة الماركسيين وأن المفاهيم الأخرى لهذه الطبقة إنما جاءت ردا على المفهوم الماركسي الذي حمل العمال مهمة ثورية تاريخية ورأي فيهم خلاص الإنسانية من الاستغلال.

## التمييز بين «العمال» و«البروليتاريا» و«الطبقة العاملة»
معظم المنظرين الماركسيين قد اتجهوا نحو عدم التمييز بين الطبقة العمالية وبين البروليتاريا وذلك على الرغم من أن التمييز بين العامل والبروليتاري ليس موضوع اتفاق بين أهل الراي. لكن كلا المصطلحين يردان إلى مفهوم الطبقة الاجتماعية التي قدم لينين لها تعريفا ذائعا في نص شهير كتبه عام 1919 هو «المبادرة الكبرى» (لينين المؤلفات الكاملة المجلد 29 ص 425 من الطبعة الفرنسية) مستندا في ذلك إلى ثلاثة معايير:
أ) المنزلة التي تحتلها الطبقة في الإنتاج والتي تحدد نظام اقتصام المهمات وتوزيع الأدوار.
ب) علاقتها بوسائل الإنتاج وهي العلاقة التي تسم نمط خلق وتملك فائض الإنتاج.
ج) دورها في تنظيم العمل- وهو الدول الذي تتحدده خصوصية أشكال ممارستها لوظائفها وحصولها على شريحة من الناتج الاجتماعي.
و يميز الماركسيون الذين يعتمدون في تحليلاتهم مصطلحات أنماط الإنتاج- بين طبقتين: الطبقة التي يعود إليها إنتاج فائض القيمة والطبقة التي تتمتع به نتيجة لحيازتها لملكية وسائل الإنتاج. أفيكون مصطلح العمال مرادفا والحالة هذه للطبقة العاملة أو للبروليتاريا؟ إن بعض الباحثين يرى فيها مفاهيم متمايزة فيجعل من الطبقة العاملة (مفهوم-نوع) يشمل كافة أولئك الذي يجدون أنفسهم مضطرين لبيع قوة عملهم- نتيجة لافتقادهم لوسائل الإنتاج- ويشاركون مباشرة بخلق فائض القيمة.
و حين يتحدث هؤلاء الباحثون عن العمال فإنهم يقصدون بذلك الطبقة العاملة ذاتها أي قبل أن تعي نفسها كطبقة. ذلك أنه حين يدخل شتاتها عنصر الوعي تصبح طبقة لذاتها أي بروليتاريا. وعلى هذا فإن الروليتاري يصبح ذلك العامل الذي يؤلف بين انتمائه الطبقي وبين وعيه لهذا الانتماء وهو وعي يصل إلى ذروته في تشكل الحزب البروليتاري.
و بعض النصوص شأن المادة السابعة الفقرة «أ» من نظام منظمة العمل الدولية تميل إلى هذا التفسير لأنها تبدو وكأنها لا تستخدم مصطلح العامل إلا في تحليل الوضع الموضوعي بينما تضمن مصطلح البروليتاري مهمة خلقية تقتصر على الطبقة العاملة. وثمة تأويل ثان يحصر استخدام كل مصطلح بمجالات تحليلية خاصة، لأنه ينظر إلى ذات الحقيقة الاجتماعية من زوايا مختلفة. وأصحاب ها التأويل يستخدمون مفهوم الطبقة العاملة للإحاطة بالتناحرات السياسية بينما يستخدمون مفهوم البروليتاريا لبناء تفسير فلسفي للتاريخ، في حين يستخدمون مفهوم العامل للإشارة إلى وضع اقتصادي خاص. ويجد ها التأويل سنده في كتابات لينين أيضا ولاسيما النص الشهير الذي كتبه حول الأجزاء الثلاثة المكونة للماركسية: الاشتراكية الفرنسية والفلسفة الألمانية والاقتصاد السياسي البريطاني. ثم إن تعداد المصطلحات التي يستخدما كارل ماركس يوفر سندا آخر لأنه يكشف أن هذا الأخير استخدم مصطلح البروليتاريا في كتابات شبابه الأولى (مخطوطات 1844) إلا أنه مال بعد لك- في كتاب رأس المال بخاصة إلى استخدام مصطلح عامل ربما لأن الاقتصاد السياسي لا يعرف البروليتاري إلا كعامل. لكن ماركس يؤثر بالإجمال استخدام الطبقة العاملة في كتاباته السياسية وأعمال الصحفية. وهناك فضلا عن هذا تأويل ثالث أكثر اقتصادية يقصر مصطلح العامل على الشغيل المنتج وذلك بالمعنى المزدوج لهذه الكلمة أي كمنتج ثروات مدنية (الإنتاج عموما) ومنتج لفائض القيمة (الإنتاج الرأسمالي). وهذا التأويل يتيح التمييز بين العامل في الفئات الاجتماعية المتقاربة، المأجورة والتي يمكن أن تكون أشكال عملها متشابهة أحيانا.

## تصنيف العمال حسب قطاعات نشاطهم
يمكن توزيع العمال- من حيث كونهم فئة اجتماعية، إلى عدة فئات وشرائح خاصة وأجزاء مستقلة. ومحاولات تصنيفهم التي يمكن القيام بها انطلاقا من معايير متنوعة، لا تخلو من فائدة لأنها تتيح الإحاطة بشبكة العلاقات الاجتماعية وعمليات الانتقال (هبوطا أو صعودا) من طبقة إلى أخرى، وهكذا فإنه يمكن تقسيم العمال من حيث قطاعات نشاطهم إلى عمال صناعيين وعمال زراعيين. وإلى عمال منتجين لسلع إنتاجية ومنتجين لسلع استهلاكية، وكما يمكن تقسيمهم من حيث تأهيلهم. فالبريطانيون يميزون في لغتهم من آدم سميث بين المهنيين والمتخصصين (بالإنجليزية: Skillful Labor)‏و العمال اليدويين (بالإنجليزية: Common Labor)‏. وأما الفرنسيون فإنهم يقسمون منذ بارودي (بالإنجليزية: Croiza Parodi)‏العمال إلى محترفين أو مهنيين وهم تلك الطائفة من العمال ذوي التأهيل الكامل والعمل المعقد، وإلى عمال متخصصين وهم أولئك الذين تلقوا إعدادا سريعا ولا يختلف عملهم عن العمل البسيط إلا قليلا، وأخير إلى عمال يدويين وهم أولئك الذين لا يملكون أي إعداد ويقوم أداؤهم أساسا على استخدام قواهم البدنية. وأما الألمان وكارل ماركس تحديدا، فإنهم يستخدمون تصنيفات شبيهة. فهذا الأخير يميز بين الذي يشرفون على أوالية المصنع فيتولون مثلا الصيانة الضرورية، بين شغيلة الماكينات. أما حين ينظر إلى العمال من حيث أعدادهم وتأهيلهم فإنه يميز بين العمل البسيط والعمل المعقد أو بين العمال المهرة والعمال غير المهرة، وهم يتميزون بصورة تابعة لأهمية كلفة التأهيل التي تستدعيها وتجسمها قوة عملهم.

## تصنيف العمال حسب سياق الإنتاج
غير أن ثمة تصنيفا آخر تابع لنمط تدخل العامل في سياق الإنتاج. الماركسيون يميزون في هذا الصدد بين العمل الذهني والعمل اليديوي ويعتبرون أن الأول هو ذلك الذي يحول القوى الذهنية أو الفكرية للإنتاج إلى سلطات رأسمال المال على العمل. وهناك تصنيف يميز بين العامل الكامل أي ذلك الذي يستطيع التدخل إبان كامل سياق الإنتاج، والعامل المحدود (الفرنسيون يقولون الجزئي) الذي يتولى لحظة محددة من لحظات سياق الإنتاج، شأن العمال الذين يعملون على السلسلة في الإنتاج المنمط، بحيث أن جسدهم كله يتحول إلى أداة أوتوماتيكية تستجيب لعملية بسيطة واحدة وحيدة تنفذ طيلة فترة العمل. وهناك إلى ذلك تصنيفات أخرى تفوم على التمييز بين الطبقات العمالية القديمة والطقات العمالة الجديدة أو بين عمال الصناعات المسلسلة وعمال الورش أو بين الشغيل الأولي والشغيل الثانوي.
أما بالنسبة للذين يسندون تصنيفاتهم إلى أوضاع العمال فإن هناك التصنيف الذي يميز بين العمال العاملين والعاطلين عن العمل وبين العمال الفعليين وبين احتياطي العمل الذي يشمل فائض اليد العملة أو تلك التي هي قيد الإعداد أو حتى البروليتاريا الرثة.

## تصنيف العمال بناء على معايير اقتصادية
و هناك أخيرا تصنيفات تستند إلى معايير اقتصادية وتميز بين العمال المنتجين والعمال غير المنتجين أن أولئك الذين يقومون بعمل نافع لكن غير إنتاجي مثل العاملين في التسويق والتداول وبطبيعة الحال فإن هذه التمييزات المتنوعة، تنم في النهاية عن تعدد الزوايا التي يمكن أن ينظر لتقسيم العمل من خلالها. وإذا ما اقتصرت نظرة المتفحص على العمل نفسه فإن تقسيم العمل يصبح مرادفا لتوزع العمل الاجتماعي على فروع كبيرة عدة (كالصناعة والزراعة) تعود فتتوزع بدورها على اقسام فرعية. إلا أن هناك كذلك تقسيم العمل داخل المصنع أو المحترف أو ما يطلق عليه اسم العمل «بالمفرق» أو العمل التفصيلي.
غير أنه لا بد من الإشارة إلى أن تطور القوى المنتجة يغير من أبعاد المجموعة العمالية ويغير تركيبها الداخلي وكما حدث مع الانتقال من العمل اليديوي إلى عصر الآلة. وهناك تحولات أخرى طرأت بالأمس نتيجة إدخال التايلورية والفوردية أي نتيجة التفتيت العلمي للسياق الإنتاجي إلى أقصى حد ممكن بحيث يتولى فيه العامل لحظة واحدة من لحظاته كما تقدم- وتحولات تطرأ اليوم نتيجة الثورة العلمية والتقنية.
إن استخدام مصطلح العامل عكس تحولا اجتماعيا وتاريخيا ملحوظ. فقد كان الاشتراكيون حتى منتصف القرن التاسع عشر يتحدثون عن الفقراء وعن الشعب الكادح وذلك إلى أن بدأ الفيلسوف الفرنسي الفوضوي برودون يتحدث عن الطبقات العمالية أو المنتجين ناقلا التحيل بذلك من دائرة التداول إلى دائرة الإنتاج. أما ماركس فإنه راح يتحدث عن الطبقة العاملة بالمفرد منيطا بها دورا تاريخيا وحضاريا خاص.